# Maria Woźniczka
Maria Woźniczka est une joueuse polonaise de volley-ball née le 11 avril 1997. Elle joue au poste de passeur. Durant la saison 2019/2020, elle joue pour le AZS Politechnika Śląska Gliwice,.